# Henk Leenders
Henricus Jozef Maria (Henk) Leenders (Elst (Gld), 28 januari 1955) is een Nederlands voormalig politicus namens de PvdA.
Leenders werkte aanvankelijk als verpleegkundige in het Canisius-Wilhelmina Ziekenhuis waar hij zijn opleiding kreeg, en in het Radboud Ziekenhuis, beiden te Nijmegen. Later studeerde hij management aan de Hogeschool van Arnhem en Nijmegen en gezondheidswetenschappen aan de Universiteit Maastricht.
Leenders werd daarna docent aan onder meer de Hogeschool van Arnhem en Nijmegen en de Avans Hogeschool en aansluitend was hij werkzaam als consultant. In augustus 1998 richtte hij een bureau voor beleids- en organisatieontwikkeling in de gezondheidszorg op dat hij uitbouwde tot een middelgroot bureau.
Het grootste deel van zijn maatschappelijke carrière was hij werkzaam in of voor de gezondheidszorg, met een latere specialisatie in de richting van milieu en gezondheid. Hij schreef enkele boeken op dit gebied, waaronder (onder redactie) "Milieugezondheidkunde, een inleiding", samen met Henk Jans en Rene Stumpel, uitgegeven bij Uitgeverij Lemma.
Van 2006 tot 2010 zat Leenders in de gemeenteraad van Breda. In 2011 kwam hij de in Provinciale Staten van Noord-Brabant waar hij van april 2013 tot oktober 2014 fractievoorzitter was.
Op 3 september 2013 werd Leenders geïnstalleerd als lid van de Tweede Kamer in een tijdelijke vacature van 3 september tot en met 11 december 2013 als vervanger van Yasemin Çegerek die met zwangerschapsverlof was gegaan.
Leenders werd op 10 september 2014 opnieuw benoemd tot en geïnstalleerd als lid van de Tweede Kamer als opvolger van Mariëtte Hamer. Aanvankelijk was hij woordvoerder milieu, landbouw en ruimtelijke ordening (vervanging), later woordvoerder natuur, landbouw en luchtvaart. Samen met Lutz Jacobi schreef hij de visienota "Groen en Water in de stad", dat handelde over het belang van groen en water voor gezondheid, biodiversiteit en klimaatadaptatie.
In de zomer van 2016 werd hij genomineerd voor de titel "Groenste politicus 2016", en in het najaar werd bekend dat hij de meest effectieve landbouwpoliticus van de regeerperiode 2012-2017 was, op basis van het percentage aangenomen moties.
In december 2016 besloot hij na de verkiezingen van maart 2017 niet terug te keren in de Tweede Kamer.
- Parlement.com: vjcm9du9yiz5